# Copaifera officinalis
|  | Per a altres significats, vegeu «bàlsam (desambiguació)». |

La copaiba, Copaifera officinalis, també anomenada a Puerto Rico i Veneçuela palo de aceite, és una espècie fanerògama pertanyent a la família de les fabáceas.

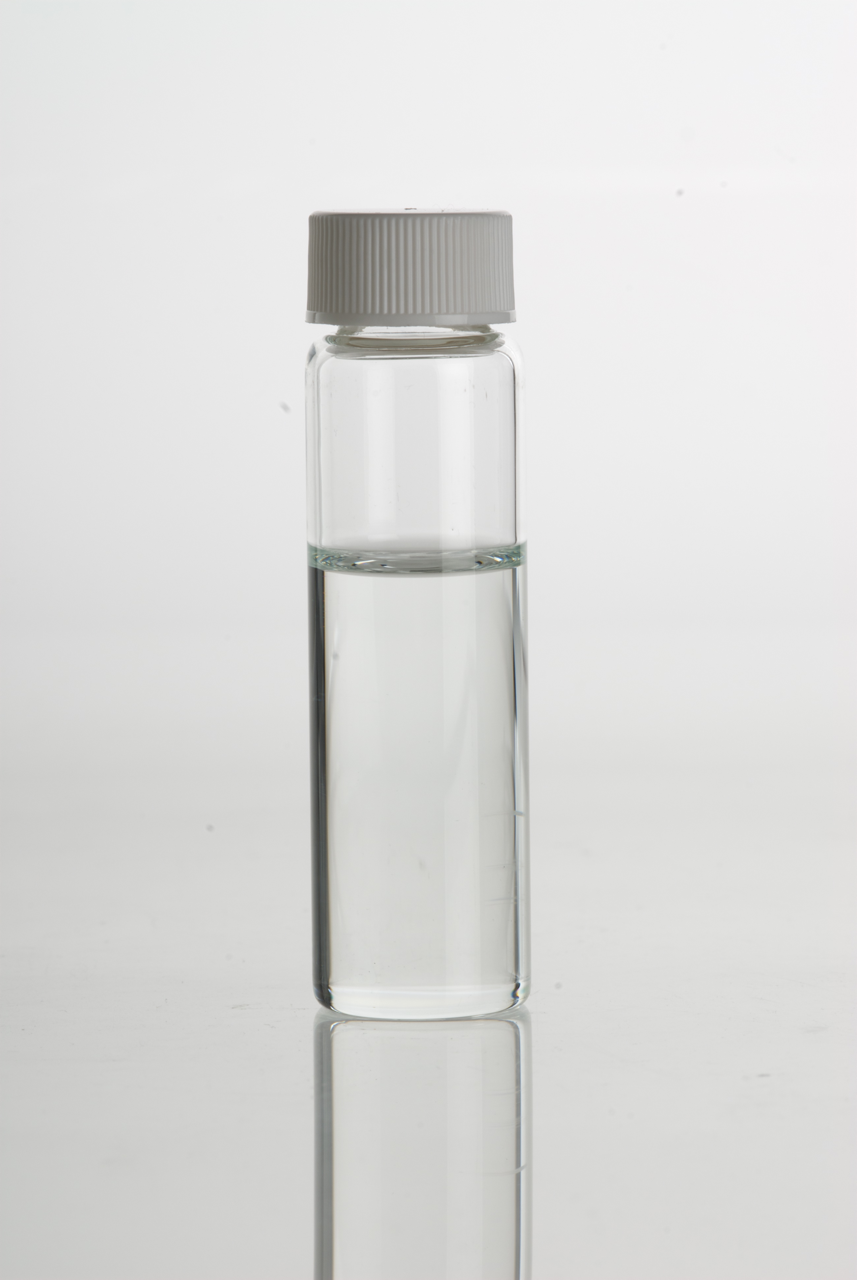
Oli essencial

## Distribució
És natural de la conca de l'Amazones; es troba en brasil i Perú.També hi ha molts d'aquests en Cabimas, Veneçuela.

## Descripció
És un arbre que aconsegueix els 20 metres d'altura amb tronc de 50 cm de diàmetre i poc ramificat. Les seves fulles són de color verd i pinnadas a parells, presenten un parell de foliols en C.officinalis i dos o tres en C. pubiflora. Les flors són de color blanc que s'agrupen en rams terminals. El fruit és un llegum amb una sola llavor.

## Usos

### Biodiesel
Produeix una gran quantitat d'hidrocarburs de la seva fusta i fulles. Un arbre pot produir de 30 a 53 litres d'hidrocarburs per any, en massa que produeixen 10.000 - 12.000 litres/hectàrea/any, que és increïblement alta. El compost principal és l'oli de copaiba, una oleoresina que és útil en la producció de productes derivats del petroli, com ara les laques i pot ser utilitzat com Biodièsel. L'arbre és també la principal font del copaè, un altre terpè.

### Fusta
La fusta es pot cremar com a llenya o usada en fusteria.

### Recol·lecció de pol·len
Les abelles utilitzen l'arbre per a la recol·lecció de pol·len.

### Medicinals
- L'oli essencial és laxant, diürètic i estimulant.
- Utilitzat per al tractament de processos inflamatoris, hemorroides, cistitis i diarrees cròniques.
- Pel seu efecte balsàmic s'usa contra els refredats i la bronquitis.
- Si se'n prenen grans dosis és irritant.

## Taxonomia

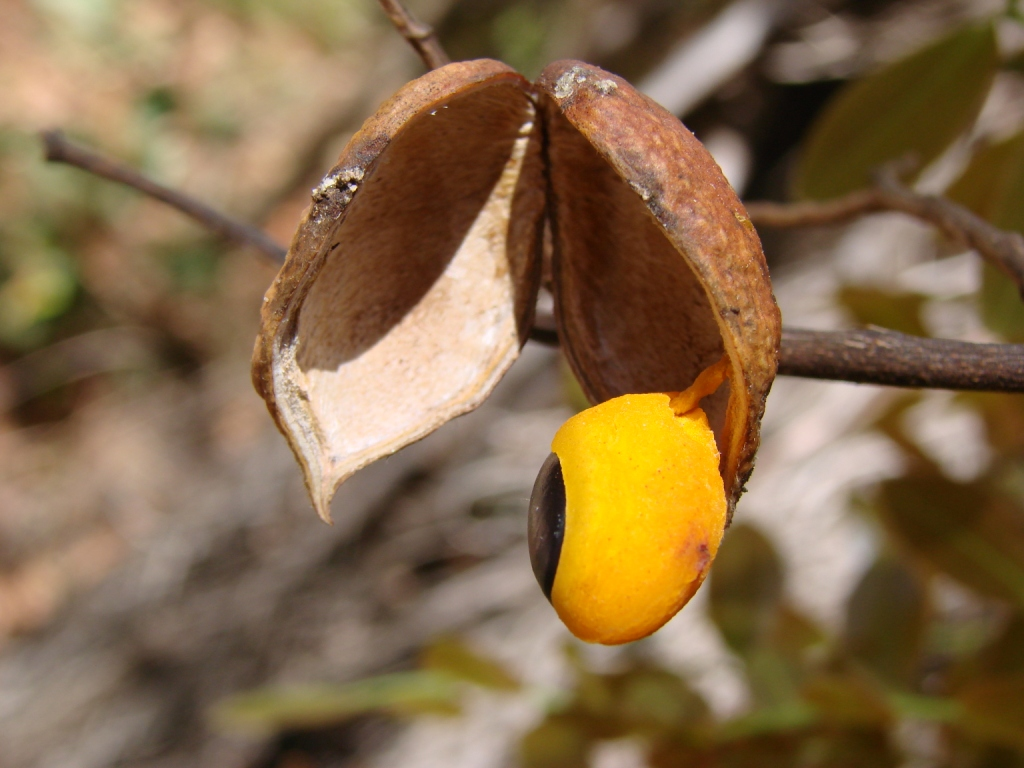
Fruit de la Copaifera langsdorffii

La Copaifera officinalis va ser descrita per (Jacq.) Carl von Linné i publicat en Species Plantarum, Editio Secunda 1: 557. 1762.
Sinonímia
- Copaiva officinalis Jacq. 1760
- Copaifera reticulata
- Copaifera langsdorfii
- Copaifera canime
- Copaifera pubiflora

## Nom comú
Se'ls coneix popularment com 'copaiba', palo de aceite (arbre de l'oli), copai o copaibí.